# Irnini Mons
Irnini Mons is een vulkaan op de planeet Venus. Irnini Mons werd in 1997 genoemd naar Irnini, godin van de cederbergen in de Mesopotamische religie.
De schildvulkaan heeft een diameter van 525 kilometer, een hoogte van 1,75 kilometer en bevindt zich in het quadrangle Sappho Patera (V-20). Meer specifiek bevindt Irnini Mons zich in het centrale deel van de Eistla Regio. Sappho Patera, een 225 kilometer brede, caldeira-achtige depressie bevindt zich op de top van Irnini Mons. De primaire structurele kenmerken die Irnini Mons omringen, zijn graben, lineaire delen van gesteente, die uitstromen vanuit de centrale magmakamer. Concentrische, cirkelvormige richels en graben zijn ook zichtbaar in de Sappho Patera-depressie op de top. De vulkaan wordt doorkruist door verschillende kloven, waaronder de Badb Linea-kloof die van noord naar zuid loopt en de Virtus Linea-kloof die doorgaat naar het zuidoosten.